# Chorizopella tragardhi
Chorizopella tragardhi is een spinnensoort uit de familie van de kogelspinnen (Theridiidae).
De wetenschappelijke naam van de soort werd in 1947 gepubliceerd door Reginald Frederick Lawrence.